# Medical Implant Communication Service
Medical Implant Communication Service (MICS) ist die Bezeichnung der Spezifikation für die Nutzung eines Frequenzbandes von 401 bis 406 MHz (je nach Region auch nur 402 bis 405 MHz) zur Funkkommunikation mit medizinischen Implantaten. Es erlaubt eine bidirektionale Kommunikation mit z. B. Herzschrittmachern. Das MICS-Band ist in 25-kHz-Kanäle aufgeteilt, wobei ein Implantat bis zu 300 kHz in Anspruch nehmen kann. Es sind dann Datenraten bis zu 800 kbit/s möglich. Die Sendeleistung ist mit 25 µW EIRP (−16 dBm) sehr gering, um Interferenzen zu vermeiden.

## Unterschied zu konventionellen Methoden
Konventionelle Methoden zur Parametrisierung von aktiven Implantaten basieren oft auf Lastmodulation bei niedrigen Frequenzen (z. B. kommunizieren die Systeme von Medtronic bei 175 kHz), wobei eine externe Sendespule sehr nahe an den Patienten herangeführt werden muss. Insbesondere bei initialen Einstellungen während der Implantationsoperation ist dies mit Sterilitätsproblemen verbunden. Demgegenüber erlaubt eine Kommunikation über das MICS-Band einen Abstand von 2 m und mehr beim implantierten System; während der OP im noch nicht implantierten Zustand ist diese Distanz deutlich größer, da hier die Gewebedämpfung (10 dB und mehr) wegfällt.

## Antennengrößen
Geht man von einer einfachen Wurfantenne aus, so ist auf Basis der Mittenfrequenz von 403,5 MHz λ/4 = 186 mm. Das menschliche Gewebe weist jedoch eine relative dielektrische Permittivität von 50 bis 60 auf, sodass die Antenne deutlich kleiner ausfallen kann. Dabei hängt es jedoch davon ab, wie dick die die Antenne umgebende Isolation (z. B. durch Silikonverguss) ist. Eine rechteckige Spiralantenne mit 4-5 Windungen hat z. B. Außenabmessungen von 7 mm × 14 mm.
In Herzschrittmachern ist die Antenne oftmals im Header mitvergossen, man kann sie dann z. B. als mäanderförmige Struktur erkennen.

## Realisierung
Die Implementierung eines RF-Transceivers kann entweder im Rahmen eigener ASIC-Entwicklung, Nutzung vorhandener kommerzieller ICs (die Deklaration als implantattaugliche Lösung obliegt dem Medizinprodukt-Hersteller), oder auch durch explizit für medizinische Implantate entwickelte Lösungen geschehen. Durch die engen Frequenzbänder kommen als Taktgeber bzw. Referenztakte nur entsprechende Telemetrie-Quarze mit einer sehr engen Toleranz von 10 ppm in Frage.
Microsemi ist der einzige Hersteller eines kommerziell erhältlichen Moduls (aktuell ZL70323), das explizit als „implant-grade“ deklariert ist.

## Standards
- FCC Rules and Regulations, “MICS Band Plan”, Part 95, Jan. 2003.
- 47 CFR 95.601-95.673 Subpart E, Federal Communications Commission, 1999.
- ETSI EN 301 839-1 „Electromagnetic compatibility and Radio spectrum Matters (ERM);Radio equipment in the frequency range 402 MHz to 405 MHz for Ultra Low Power Active Medical Implants and Accessories;Part 1: Technical characteristics, including electromagnetic compatibility requirements, and test methods.“, European Telecommunications Standards Institute, 2002.